# Rustlers of Red Dog
Pour plus de détails, voir Fiche technique et Distribution.
Rustlers of Red Dog est un serial américain réalisé par Lew Landers, sorti en 1935.

## Synopsis
Trois amis font un voyage à travers l'Ouest et se heurtent à des voleurs de bétail, des attaques d'Indiens et des bandes de hors-la-loi....

## Fiche technique
- Titre : Rustlers of Red Dog
- Réalisation : Lew Landers
- Scénario : George H. Plympton, Basil Dickey (en), Ella O'Neill, Nate Gatzert, Vin Moore et Nathaniel Eddy
- Directeur de la photographie : Richard Fryer
- Production : Milton Gatzert et Henry MacRae
- Pays d'origine : États-Unis
- Format : Noir et blanc - 1,37:1 - Mono
- Genre : western
- Durée : 231 minutes
- Date de sortie : 1935

## Distribution
- Johnny Mack Brown : Jack Wood
- Joyce Compton : Mary Lee
- Raymond Hatton : Laramie
- Walter Miller : 'Deacon'
- Harry Woods : 'Rocky'
- Fred MacKaye : Snakey, homme de main
- William Desmond : Ira Dale
- Charles K. French : Tom Lee
- J. P. McGowan : Capitaine Trent - [Chs. 3-4]
- Lafe McKee : Bob Lee [Chs. 1-4]
- Edmund Cobb : Buck, homme de main
- Chief Thundercloud : Chief Grey Wolf
- Jim Thorpe : Chief Scarface [Chs. 6, 11]
- Jim Corey : Hank, homme de main

Acteurs non crédités
Horace B. Carpenter : Medford
Frank Clark : Juge Collins [Chs. 1, 7, 12]
Chief Thunderbird : un chef indien